# Николай Клич
Николай Александрович Клич е руски офицер и съветски военачалник, генерал-лейтенант от артилерията, участник в Първата и Втората световна война.

## Биография
Роден е на 4 декември 1895 г. в град Карс (днес в Турция). Завършва кадетски корпус и артилерийско училище, участва в Първата световна война като командир на взвод и адютант в артилерийски дивизион със звание поручик.
От януари 1918 до ноември 1920 г. служи в арменската национална (дашнакска) армия като помощник-командир, а после - като командир на батарея.
От края на 1920 г. е в РККА (бъдещата Червена армия). Заема длъжностите командир на артилерийска батарея, дивизион, помощник-началник на дивизионна артилерия.
След завършването на Военната академия „Фрунзе“ през 1928 г. е преподавател в Сумското артилерийско училище, после във ВА „Фрунзе“ е адюнкт (военен аспирант) и старши ръководител на катедра „Артилерия“. Служи като помощник-началник на Отдела по управление на бойната подготовка на РККА, помощник-началник по военно-артилерийските училища в Артилерията на Червената армия. Участва в Гражданската война в Испания.
В периода 1938 - 1941 г. е на ръководни военни длъжности, вкл. началник на артилерията на 8-а армия (през Зимната война от 1939 - 1940 г.) и на Далекоизточния фронт, командир на бригада. Генерал-лейтенант от артилерията (1940). В началото на Великата Отечествена война e началник на артилерията на Западния особен военен окръг.
След разгрома на Западния фронт в Бялистокско-минското сражение е арестуван на 8 юли 1941 г. По обвинение в „престъпна нехайност, в резултат на която голяма част от артилерията и боеприпасите на Западния фронт са попаднали в ръцете на противника“, на 17 септември 1941 г. е осъден на разстрел. Присъдата е приведена в изпълнение на 16 октомври същата година. Погребан е в Донското гробище в град Москва.
Реабилитиран е посмъртно. Награден е с 3 ордена и други медали.